# Lalla Malika Issoufou
Lalla Malika Issoufou (sinh ngày 14 tháng 2 năm 1975) là đệ nhất phu nhân Niger, bác sĩ y khoa và là người bảo trợ của nhiều tổ chức từ thiện.

## Công việc
Lalla Malika Issoufou sinh ngày 14 tháng 2 năm 1975 tại Niamey, Niger. Cô có bằng tiến sĩ y khoa tại Đại học Abdou Moumouni và làm việc tại Bệnh viện Quốc gia ở Niamey từ tháng 1 năm 2001 đến tháng 9 năm 2003. Issoufou học tại Đại học Paris Diderot năm 2004 - 2005 và được trao bằng tốt nghiệp về điều trị HIV và các bệnh lây truyền qua đường tình dục khác. Cô cũng học tại Đại học Pierre và Marie Curie vào năm 2005 - 2006 và nhận bằng tốt nghiệp về y học nhiệt đới. Vào tháng 10 năm 2011, cô đã trở thành chủ tịch của Tattali Iyali Foundation, một tổ chức phi chính phủ chuyên điều trị các bệnh truyền nhiễm ở Niger. Cô là người bảo trợ của hơn 27 xã hội và tổ chức khác ở Niger liên quan nhiều đến sức khỏe, quyền của phụ nữ, quyền trẻ em và giáo dục.
Issoufou, thông qua Quỹ Tattali Iyali, thường xuyên tặng thức ăn cho các nhân viên phục vụ trong Lực lượng Vũ trang Niger và vợ của họ trong tháng Ramadan. Công việc này nhằm cải thiện các điều kiện của phụ nữ và trẻ em ở Niger; cải thiện dinh dưỡng cho phụ nữ mang thai và trẻ em dưới năm tuổi (và do đó giảm tỷ lệ tử vong ở trẻ sơ sinh và bà mẹ) và chống lại việc bán và làm giả thuốc. Issoufou đã viết về những nguy hiểm mà lỗ rò sản khoa gây ra cho phụ nữ Niger trong khi sinh.
Issoufou đã kết hôn với tổng thống Niger Mahamadou Issoufou và họ có ba con. Cô chia sẻ vị trí của Đệ nhất phu nhân Niger với người vợ đầu tiên của Issoufou, Aïssata Issoufou (fr).